# John Malcolm Brinnin
John Malcolm Brinnin (* 13. September 1916 in Halifax, Kanada; † 25. Juni 1998 in Key West) war ein kanadisch-US-amerikanischer Schriftsteller.

## Leben
Brinnins Eltern zogen 1921 mit ihm nach Detroit in die USA, wo er später die University of Michigan besuchte. Er arbeitete nebenher als Buchhändler in Ann Arbor und gab 1936–1938 die Zeitschrift Signatures heraus.  An der Harvard University machte er seinen M.A. Zwischen 1949 und 1956 war Brinnin Direktor des „Young Men's and Young Women's Hebrew Association Poetry Center“. Er holte Dylan Thomas zwischen 1949 und 1953 mehrmals aus Wales zu Lesereisen in die USA und begleitete ihn auf seinen Lesungen, allerdings konnte er den Alkoholismus und körperlichen Verfall Thomas' nicht eindämmen. Brinnin verfasste eine Monografie über Thomas, außerdem über T. S. Eliot, Gertrude Stein, Truman Capote und über William Carlos Williams.
Brinnin hat bis 1970 sieben Bände eigener Lyrik veröffentlicht, schrieb danach aber, so sein Freund Richard Wilbur, lieber Bücher über das Reisen, er überquerte sechzigmal den Atlantik. Er stellte drei Anthologien moderner amerikanischer und britischer Lyrik zusammen und wurde als Dozent an verschiedene Hochschulen eingeladen, so an das Vassar College, die Boston University, die University of Connecticut und die Harvard University.
1978 wurde er in die American Academy of Arts and Letters gewählt.

## Werke (Auswahl)
- Dylan Thomas in Amerika : Der langsame Tod eines Dichters. Aus dem Amerikan. übertr. von Hanns Krammer. Bremen : Schünemann, 1962
- Die dritte Rose : Gertrude Stein und ihre Welt. Aus dem Amerikan. übertr. von Maria Wolff. Stuttgart : Goverts, 1960
- The Garden is Political. New York, The Macmillan company, 1942
- The Lincoln Lyrics. Norfolk, Conn. : New Directions, 1942
- No Arch, No Triumph. New York, A.A. Knopf, 1945
- The Sorrows of Cold Stone. Westport, Conn., Greenwood Press 1951
- Selected Poems of John Malcolm Brinnin. Boston, Little, Brown 1963
- mit Bill Read (Hrsg.): The modern poets, an American-British anthology. With photos by Rollie McKenna. New York, McGraw-Hill 1963
- Skin Diving in the Virgins, and Other Poems. New York, Delacorte Press 1970
- The Sway of the Grand Saloon: A Social History of the North Atlantic. 1971
  - mit Kenneth Gaulin: Grand Hotels der Meere: Die goldene Aera der Luxusliner. Deutsch von Marcus Wuermli. Bearbeitung von Peter Pedersen. Heyne, München 1988
- Beau Voyage: Life Aboard the Last Great Ships. 1981